# Hypoderme (insecte)
Hypoderma
Pour les articles homonymes, voir hypoderme et Hypoderma.
Genre
Hypoderma, l'Hypoderme, est un genre de Diptères de la famille des Oestridae.

## Taxinomie
Le nom valide complet (avec auteur) de ce taxon est Hypoderma Latreille, 1818.

### Synonymes
Hypoderma a pour synonymes :
- Aedemagena Latreille, 1818 (orthographe incorrecte)
- Atelecephala Townsend, 1916 (synonyme junior)
- Hedemagena Rondani, 1856 (orthographe incorrecte)
- Marmaryga Gistl, 1848
- Oedamagena Williston, 1896
- Oedemagena Latreille, 1818 (synonyme junior)
- Oedemagenus Berthold in Latreille, 1827
- Oedematogena Agassiz, 1846
- Oedemegena Latreille, 1818

### Liste des espèces
Selon le Catalogue of Life (15 février 2025) :
sous-genre Hypoderma Latreille, 1818
- Hypoderma (Hypoderma) bovis (Linnaeus, 1758)
- Hypoderma (Hypoderma) lineatum (Villers, 1789)

sous-genre Oedemagena
- Hypoderma (Oedemagena) tarandi (Linnaeus, 1758)

sous-genre incertae sedis
- Hypoderma actaeon Brauer, 1858
- Hypoderma albofasciatum Portschinsky, 1884
- Hypoderma capreola Rubtsov, 1940
- Hypoderma desertorum Brauer, 1897
- Hypoderma diana Brauer, 1858
- Hypoderma moschiferi Brauer, 1863
- Hypoderma qinghaiense Fan, 1982
- Hypoderma sinense Pleske, 1926
- Hypoderma wui Xue & Zhang, 1996